# Jugador del Mes de La Liga

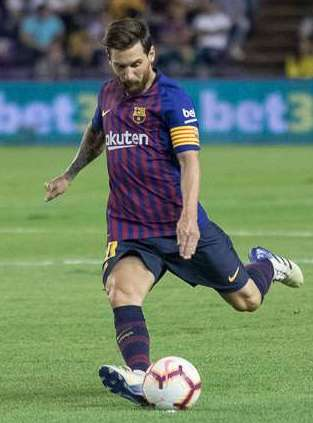
Lionel Messi ha guanyat un rècord de vuit premis al Jugador del Mes.

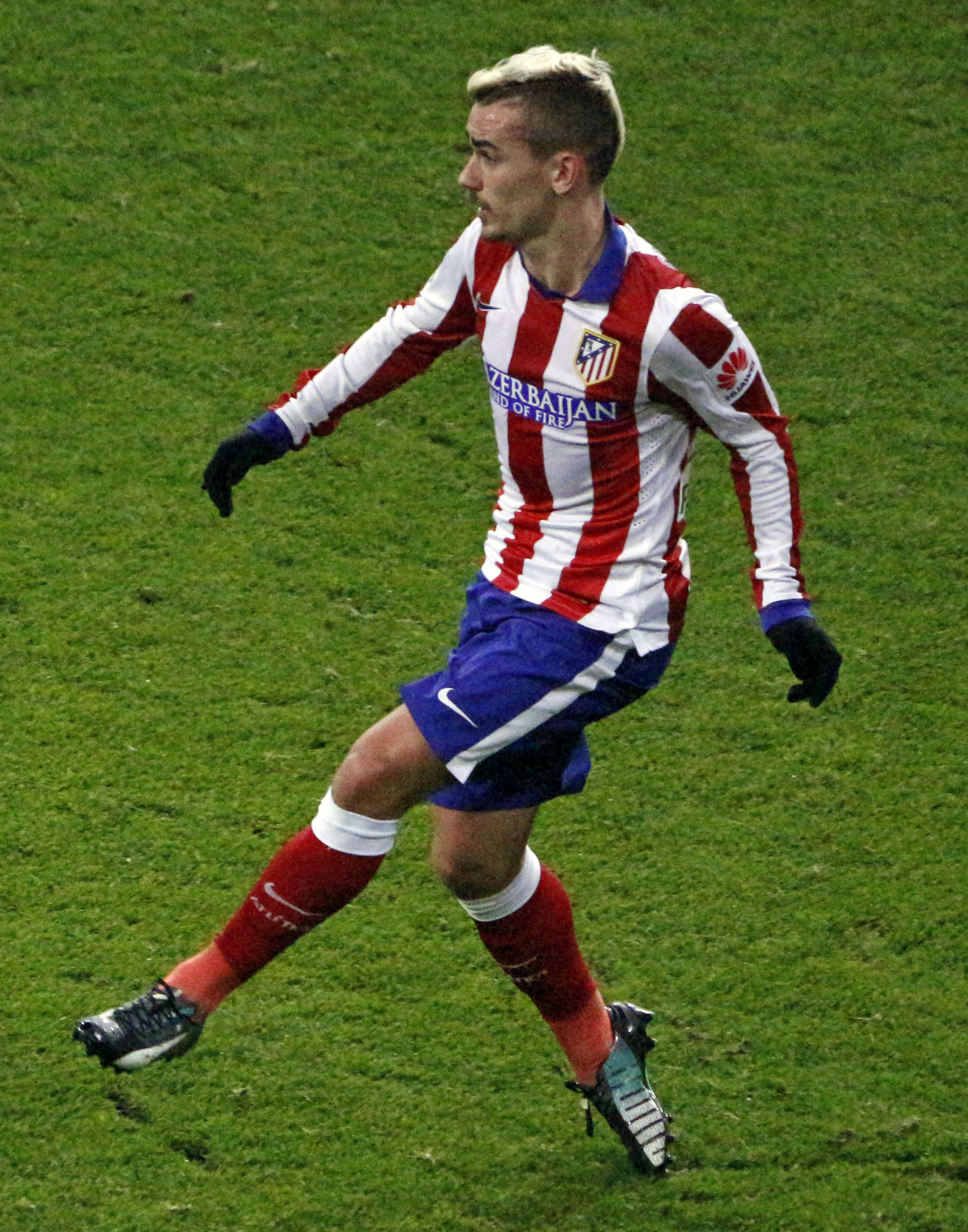
Antoine Griezmann ha guanyat igualment vuit vegades el premi al Jugador del Mes.

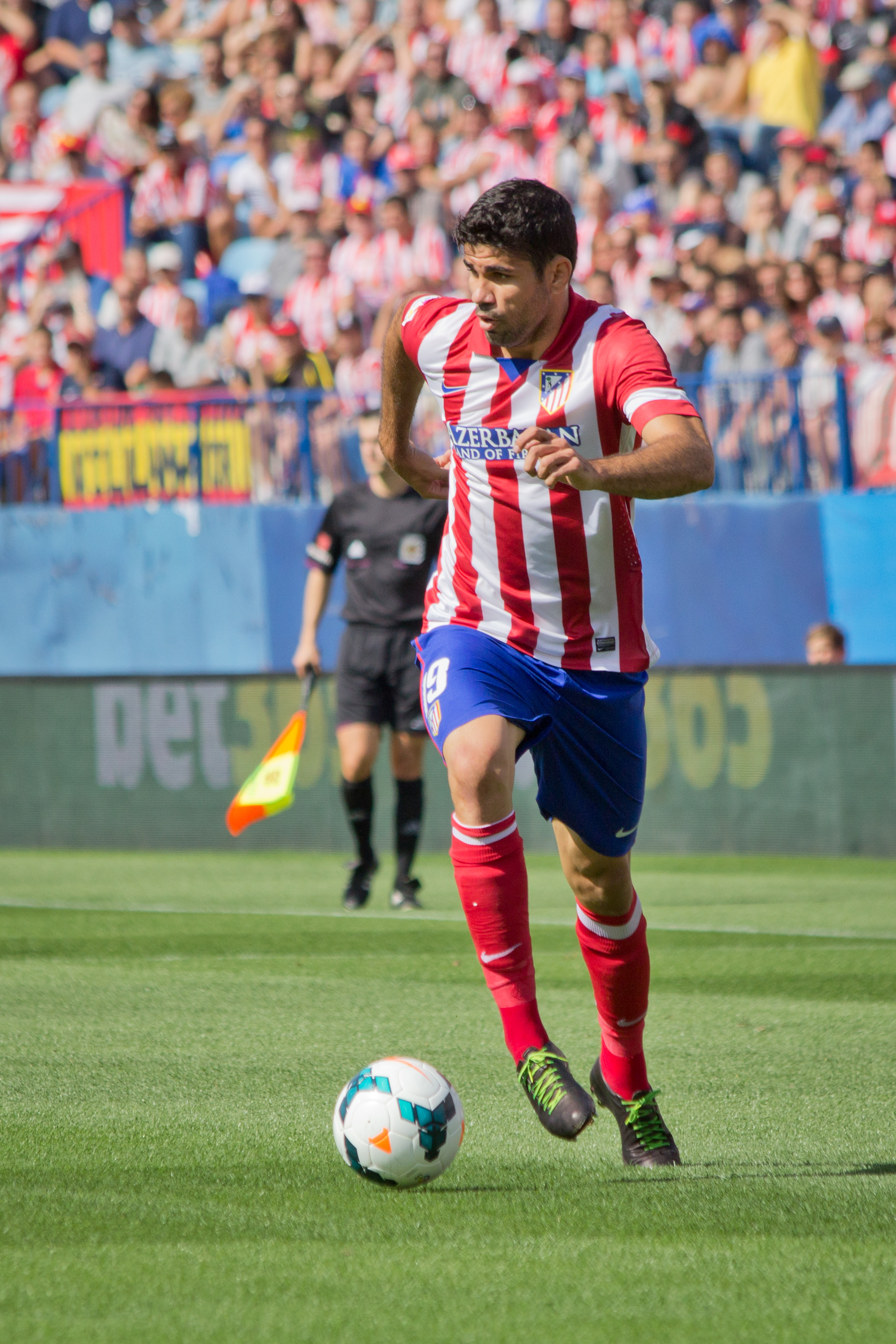
Diego Costa va guanyar el primer premi al Jugador del Mes el setembre de 2013.

El Jugador del Mes de La Liga és un guardó futbolístics que reconeix el millor jugador de la primera divisió cada mes de la temporada.

## Guanyadors

### Temporada 2013-14
| Mes      | Jugador           | Club              | Referència |
| -------- | ----------------- | ----------------- | ---------- |
| Setembre | Diego Costa       | Atlètic de Madrid | [ 1 ]      |
| Octubre  | Koke              | Atlètic de Madrid | [ 2 ]      |
| Novembre | Cristiano Ronaldo | Reial Madrid      | [ 3 ]      |
| Desembre | Carlos Vela       | Reial Societat    | [ 4 ]      |
| Gener    | Ivan Rakitić      | Sevilla           | [ 5 ]      |
| Febrer   | Rafinha           | Celta de Vigo     | [ 6 ]      |
| Març     | Keylor Navas      | Llevant           | [ 7 ]      |
| Abril    | Diego Godín       | Atlètic de Madrid | [ 8 ]      |
| Maig     | Diego Godín       | Atlètic de Madrid | [ 9 ]      |

### Temporada 2014-15
| Mes      | Jugador           | Club              | Referència |
| -------- | ----------------- | ----------------- | ---------- |
| Setembre | Nolito            | Celta de Vigo     | [ 10 ]     |
| Octubre  | Karim Benzema     | Reial Madrid      | [ 11 ]     |
| Novembre | Carlos Vela       | Reial Societat    | [ 12 ]     |
| Desembre | Luciano Vietto    | Vila-real CF      | [ 13 ]     |
| Gener    | Antoine Griezmann | Atlètic de Madrid | [ 14 ]     |
| Febrer   | Alberto Bueno     | Rayo Vallecano    | [ 15 ]     |
| Març     | Vitolo            | Sevilla           | [ 16 ]     |
| Abril    | Antoine Griezmann | Atlètic de Madrid | [ 17 ]     |
| Maig     | Cristiano Ronaldo | Reial Madrid      | [ 18 ]     |

### Temporada 2015-16
| Mes      | Jugador      | Club                   | Referència |
| -------- | ------------ | ---------------------- | ---------- |
| Setembre | Nolito       | Celta de Vigo          | [ 19 ]     |
| Octubre  | Borja Bastón | SD Eibar               | [ 20 ]     |
| Novembre | Neymar       | FC Barcelona           | [ 21 ]     |
| Desembre | Lucas Pérez  | Deportivo de La Coruña | [ 22 ]     |
| Gener    | Lionel Messi | FC Barcelona           | [ 23 ]     |
| Febrer   | Miku         | Rayo Vallecano         | [ 24 ]     |
| Març     | Aritz Aduriz | Athletic Club          | [ 25 ]     |
| Abril    | Koke         | Atlètic de Madrid      | [ 26 ]     |
| Maig     | Luis Suárez  | FC Barcelona           | [ 27 ]     |

### Temporada 2016-17
| Mes      | Jugador            | Club                   | Referència |
| -------- | ------------------ | ---------------------- | ---------- |
| Agost    | Jon Ander Serantes | Leganés                | [ 28 ]     |
| Setembre | Antoine Griezmann  | Atlètic de Madrid      | [ 29 ]     |
| Octubre  | Iago Aspas         | Celta de Vigo          | [ 30 ]     |
| Novembre | Diego López        | Espanyol               | [ 31 ]     |
| Desembre | Florin Andone      | Deportivo de La Coruña | [ 32 ]     |
| Gener    | Steven Nzonzi      | Sevilla                | [ 33 ]     |
| Febrer   | Sergi Enrich       | SD Eibar               | [ 34 ]     |
| Març     | Antoine Griezmann  | Atlètic de Madrid      | [ 35 ]     |
| Abril    | Lionel Messi       | FC Barcelona           | [ 36 ]     |
| Maig     | Cristiano Ronaldo  | Reial Madrid           | [ 37 ]     |

### Temporada 2017-18
| Mes      | Jugador           | Club              | Referència |
| -------- | ----------------- | ----------------- | ---------- |
| Setembre | Simone Zaza       | València CF       | [ 38 ]     |
| Octubre  | Cédric Bakambu    | Villa-real        | [ 39 ]     |
| Novembre | Iago Aspas        | Celta de Vigo     | [ 40 ]     |
| Desembre | Luis Suárez       | FC Barcelona      | [ 41 ]     |
| Gener    | Aritz Aduriz      | Athletic Club     | [ 42 ]     |
| Febrer   | Antoine Griezmann | Atlètic de Madrid | [ 43 ]     |
| Març     | Rodrigo Moreno    | Valencia          | [ 44 ]     |
| Abril    | Lionel Messi      | FC Barcelona      | [ 45 ]     |

### Temporada 2018-19
| Mes      | Jugador           | Club              | Referència |
| -------- | ----------------- | ----------------- | ---------- |
| Setembre | Lionel Messi      | FC Barcelona      | [ 46 ]     |
| Octubre  | Luis Suárez       | FC Barcelona      | [ 47 ]     |
| Novembre | Tomáš Vaclík      | Sevilla           | [ 48 ]     |
| Desembre | Antoine Griezmann | Atlètic de Madrid | [ 49 ]     |
| Gener    | Iñaki Williams    | Athletic Club     | [ 50 ]     |
| Febrer   | Jaime Mata        | Getafe CF         | [ 51 ]     |
| Març     | Lionel Messi      | FC Barcelona      | [ 52 ]     |
| Abril    | Iago Aspas        | Celta de Vigo     | [ 53 ]     |

### Temporada 2019-20
| Mes      | Jugador          | Club           | Referència |
| -------- | ---------------- | -------------- | ---------- |
| Setembre | Martin Ødegaard  | Reial Societat | [ 54 ]     |
| Octubre  | Karl Toko Ekambi | Vila-real CF   | [ 55 ]     |
| Novembre | Lionel Messi     | FC Barcelona   | [ 56 ]     |
| Desembre | Luis Suárez      | FC Barcelona   | [ 57 ]     |
| Gener    | Thibaut Courtois | Reial Madrid   | [ 58 ]     |
| Febrer   | Lionel Messi     | FC Barcelona   | [ 59 ]     |
| Juny     | Karim Benzema    | Reial Madrid   | [ 60 ]     |

### Temporada 2020-21
| Mes      | Jugador           | Club              | Referència |
| -------- | ----------------- | ----------------- | ---------- |
| Setembre | Ansu Fati         | FC Barcelona      | [ 61 ]     |
| Octubre  | Mikel Oyarzabal   | Reial Sociedad    | [ 62 ]     |
| Novembre | João Félix        | Atlètic de Madrid | [ 63 ]     |
| Desembre | Iago Aspas        | Celta de Vigo     | [ 64 ]     |
| Gener    | Youssef En-Nesyri | Sevilla           | [ 65 ]     |
| Febrer   | Lionel Messi      | FC Barcelona      | [ 66 ]     |
| Març     | Karim Benzema     | Reial Madrid      | [ 67 ]     |
| Abril    | Fernando          | Sevilla           | [ 68 ]     |
| Maig     | Jan Oblak         | Atlètic de Madrid | [ 69 ]     |

### Temporada 2021-22
| Mes      | Jugador          | Club              | Referència |
| -------- | ---------------- | ----------------- | ---------- |
| Setembre | Karim Benzema    | Reial Madrid      | [ 70 ]     |
| Octubre  | Robin Le Normand | Reial Societat    | [ 71 ]     |
| Novembre | Vinícius Júnior  | Reial Madrid      | [ 72 ]     |
| Desembre | Juanmi           | Reial Betis       | [ 73 ]     |
| Gener    | Ángel Correa     | Atlètic de Madrid | [ 74 ]     |
| Febrer   | Thibaut Courtois | Reial Madrid      | [ 75 ]     |
| Març     | João Félix       | Atlètic de Madrid | [ 76 ]     |
| Abril    | Karim Benzema    | Reial Madrid      | [ 77 ]     |
| Maig     | Vedat Muriqi     | RCD Mallorca      | [ 78 ]     |

### Temporada 2022-23
| Mes      | Jugador            | Club              | Referència |
| -------- | ------------------ | ----------------- | ---------- |
| Agost    | Borja Iglesias     | Reial Betis       | [ 79 ]     |
| Setembre | Federico Valverde  | Reial Madrid      |            |
| Octubre  | Robert Lewandowski | FC Barcelona      |            |
| Gener    | Alexander Sørloth  | Reial Societat    |            |
| Febrer   | Gabri Veiga        | Celta de Vigo     |            |
| Març     | Antoine Griezmann  | Atlètic de Madrid |            |
| Abril    | Youssef En-Nesyri  | Sevilla           |            |
| Maig     | Nicolas Jackson    | Vila-real CF      |            |

### Temporada 2023-24
| Mes      | Jugador            | Club              | Referència |
| -------- | ------------------ | ----------------- | ---------- |
| Agost    | Jude Bellingham    | Reial Madrid      | [ 80 ]     |
| Setembre | Takefusa Kubo      | Reial Sociedad    | [ 81 ]     |
| Octubre  | Jude Bellingham    | Reial Madrid      |            |
| Novembre | Antoine Griezmann  | Atlètic de Madrid |            |
| Desembre | Artem Dòvbik       | Girona FC         |            |
| Gener    | Kirian Rodríguez   | UD Las Palmas     |            |
| Febrer   | Robert Lewandowski | FC Barcelona      |            |
| Març     | Vinícius Júnior    | Reial Madrid      |            |
| Abril    | Isco Alarcón       | Reial Betis       |            |

### Temporada 2024-25
| Mes      | Jugador            | Club          | Referència |
| -------- | ------------------ | ------------- | ---------- |
| Agost    | Raphinha           | FC Barcelona  |            |
| Setembre | Lamine Yamal       | FC Barcelona  |            |
| Octubre  | Robert Lewandowski | FC Barcelona  |            |
| Novembre | Vinícius Júnior    | Reial Madrid  |            |
| Desembre | Jude Bellingham    | Reial Madrid  |            |
| Gener    | Kylian Mbappé      | Reial Madrid  |            |
| Febrer   | Oihan Sancet       | Athletic Club |            |
| Març     | Isco Alarcón       | Reial Betis   |            |
| Abril    | Pedri              | FC Barcelona  |            |

## Palmarès

### Per jugador
En negreta si encara estan en actiu a la primera divisió.
| Jugador            | Total |
| ------------------ | ----- |
| Lionel Messi       | 8     |
| Antoine Griezmann  | 8     |
| Karim Benzema      | 5     |
| Iago Aspas         | 4     |
| Luis Suárez        | 4     |
| Cristiano Ronaldo  | 3     |
| Robert Lewandowski | 3     |
| Vinícius Júnior    | 3     |
| Jude Bellingham    | 3     |
| Aritz Aduriz       | 2     |
| Isco Alarcón       | 2     |
| Thibaut Courtois   | 2     |
| João Félix         | 2     |
| Youssef En-Nesyri  | 2     |
| Diego Godín        | 2     |
| Koke               | 2     |
| Nolito             | 2     |
| Carlos Vela        | 2     |

### Per nacionalitat
| País            | Total |
| --------------- | ----- |
| Espanya         | 31    |
| França          | 16    |
| Argentina       | 10    |
| Brasil          | 8     |
| Uruguai         | 7     |
| Portugal        | 5     |
| Polònia         | 3     |
| Anglaterra      | 3     |
| Bèlgica         | 2     |
| Mèxic           | 2     |
| Marroc          | 2     |
| Noruega         | 2     |
| Camerun         | 1     |
| Costa Rica      | 1     |
| Croàcia         | 1     |
| República Txeca | 1     |
| R.D. del Congo  | 1     |
| Itàlia          | 1     |
| Kosovo          | 1     |
| Romania         | 1     |
| Eslovènia       | 1     |
| Veneçuela       | 1     |
| Senegal         | 1     |
| Japó            | 1     |
| Ucraïna         | 1     |

### Per club
| Club                   | Total |
| ---------------------- | ----- |
| FC Barcelona           | 20    |
| Reial Madrid           | 18    |
| Atlètic de Madrid      | 17    |
| Celta de Vigo          | 8     |
| Sevilla                | 7     |
| Reial Societat         | 7     |
| Vila-real CF           | 4     |
| Athletic Club          | 4     |
| Reial Betis            | 4     |
| Deportivo de La Coruña | 2     |
| SD Eibar               | 2     |
| Rayo Vallecano         | 2     |
| València CF            | 2     |
| Espanyol               | 1     |
| Getafe CF              | 1     |
| Leganés                | 1     |
| Llevant                | 1     |
| RCD Mallorca           | 1     |
| Girona FC              | 1     |
| UD Las Palmas          | 1     |